# William Combe

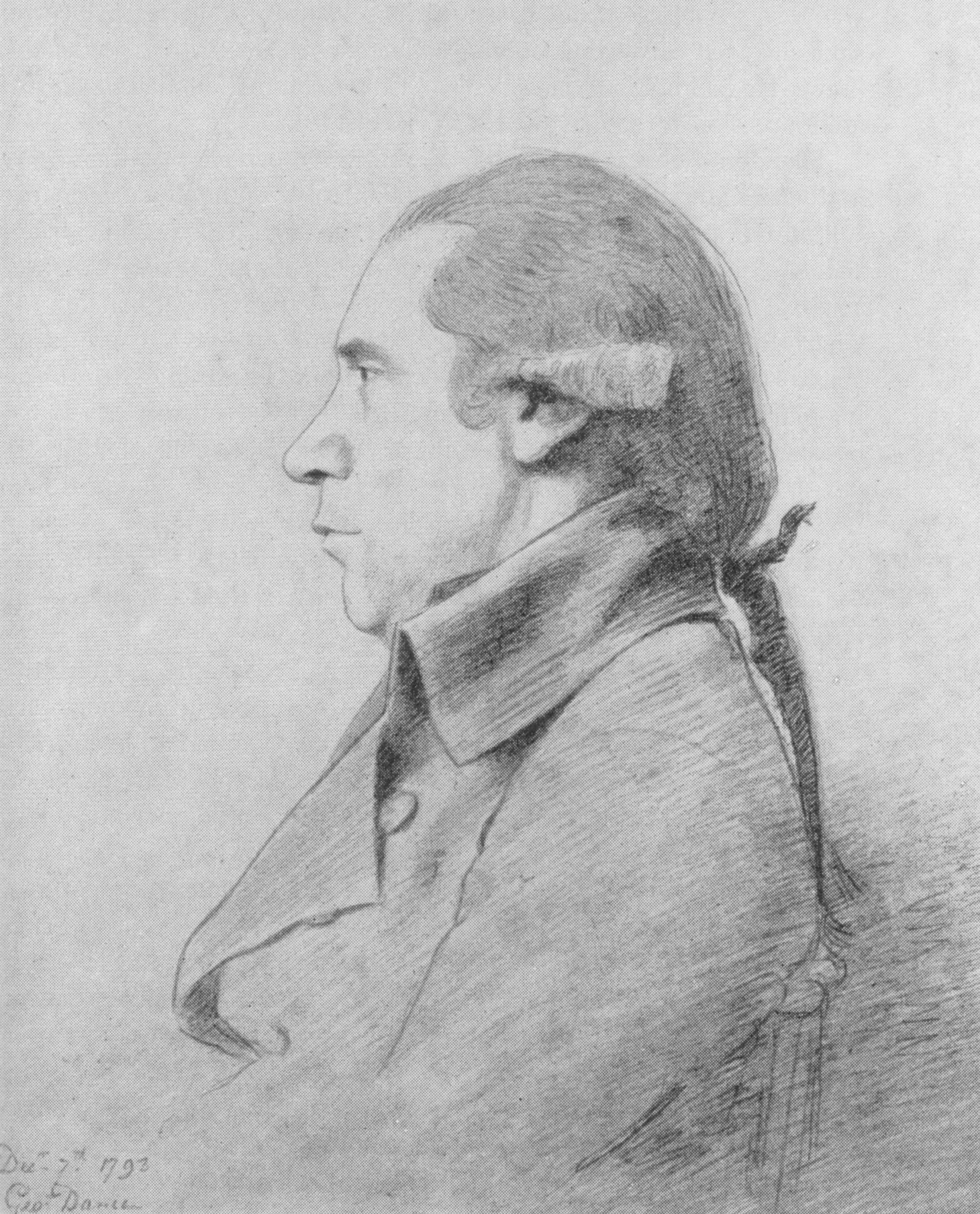
William Combe. Zeichnung von George Dance dem Jüngeren (1793; National Portrait Gallery)

William Combe (* 25. März 1742 in London; † 19. Juni 1823 ebenda) war ein englischer Schriftsteller.

## Leben
William Combe frühes Leben war das eines Lebemanns und Abenteurers. Geboren wurde er 1742 in London als Sohn des wohlhabenden Eisenhändlers Robert Combes. Er besuchte das Eton College, das er jedoch nach dem frühen Tod seiner Eltern ohne Abschluss verließ. Er lebte fortan bei seinem Patenonkel William Alexander in London. Eine Grand Tour nach Frankreich und Italien, bei der er Laurence Sterne begegnete, schloss sich 1763–66 an. Als sein Pate ihm 1766 eine Erbschaft von £ 2.000  hinterließ, trat er fortan als Duke (Herzog) oder Count (Graf) auf, gleichwohl war das bedeutende Vermögen durch diverse Extravaganzen bald dahingeschmolzen. Er verdingte sich als gemeiner Soldat, dann auch als Kellner. Zwischenzeitlich entfloh er nach Frankreich, kehrte aber bald darauf nach England zurück. Von 1771 an verdiente er sein Geld als Schriftsteller, ab 1799 verbrachte er den Rest seines Lebens schreibend „in der Obhut“ von King's Bench Prison, einem der englischen Schuldgefängnisse (Schuldgefängnisse wurden in England erst mit dem Debtors Act 1869 abgeschafft), wo er – ähnlich wie heute im offenen Vollzug – gleichwohl ein erträgliches, nahezu bürgerliches Leben führte. Combe war zwei Mal verheiratet. Er starb kinderlos am 19. Juni 1823.

## Werk

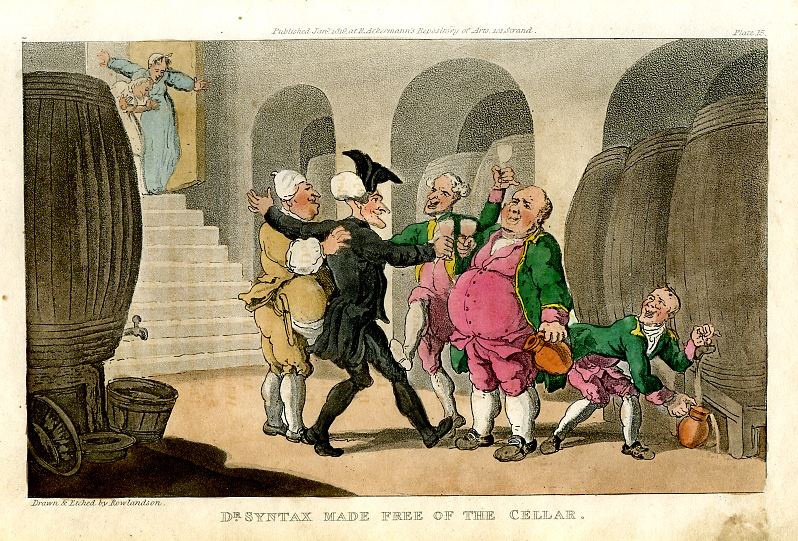
Thomas Rowlandson: Dr Syntax made free of the Cellar

William Combe wurde bekannt als Satiriker, Schriftsteller, Übersetzer, Herausgeber und Kolumnenschreiber für Zeitungen und Journale. Erfolgreich und am bekanntesten waren seine zuerst ab 1809 in  Rudolph Ackermanns Poetical Magazine gedruckten The Three Tours of Dr. Syntax (1812–1821), in Versform verfasste quichoteske Abenteuer eines englischen Dorfgeistlichen zu Illustrationen von Thomas Rowlandson. In weiterer Zusammenarbeit mit Rowlandson entstanden u. a. The English Dance of Death (1815–16) und The Dance of Life (1816–17). Combe lieferte zuvor schon die Texte zum dritten Band von Microcosm of London (1810–11) und zu Boydells An History of the River Thames (1796). Literarische Produkte fiktiver Urheberschaft waren die Briefe von Laurence Sterne (1775) und die Korrespondenz zwischen Sternes Yorick und Eliza (1779). Von 1789 bis 1801 und von 1804 bis 1806 erhielt er von der Regierung Pitt ein jährliches Honorar von £ 200 für seine politische Kolumnen. Seit 1803 schrieb er für die Times. Keines seiner Werke erschien unter seinem Namen, meistens hieß es nur "The Author" oder "The Author of ...". Bibliographisch erfasst sind ca. 85 Veröffentlichungen, darunter Belletristik, Orts- und Reisebeschreibungen, Übersetzungen und Editionen anderer Autoren. Nach eigenen Angaben verfasste er dreißig Rezensionen, zweihundert biographische Skizzen und „nicht weniger als zweitausend Kolumnen für Tageszeitungen.“

## Werke

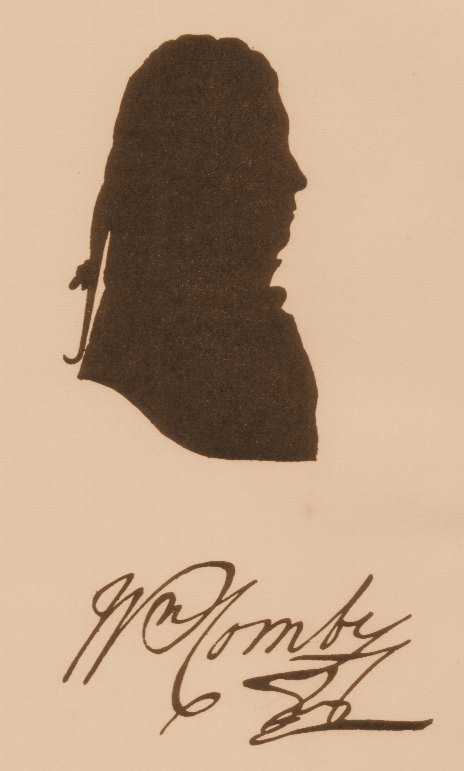
William Combe: Silhouette und Autograph (British Museum)

(In Auswahl; auch Anonym, Pseudonym, Combe zugeschrieben)
- The Philosopher in Bristol (1775)
- Letters from Eliza to Yorick (1775)
- Letters to His Friends on Various Occasions by Laurence Sterne (1775) – 12 Briefe, davon möglicherweise Nr. 1, Nr. 3 und Nr. 9 von Sterne selber, Nr. 2 von John Eustace an Sterne, die restlichen Briefe vermutlich von Combe verfasst
- The Diaboliad: a Poem: Dedicated to the Worst Man in His Majesty's Dominions. Also, the Diabo-Lady: or, a Match in Hell (1777)
- Letters Supposed to Have Been Written by Yorick and Eliza. 2 Bände (1779)
- Letters of the Late Lord Lyttleton. 2 vols (1780-2) -
- Original Letters of the Late Reverend Mr. Laurence Sterne: Never Before Published. (1788) – 39 Briefe, von denen die Briefe Nr. 8, Nr. 23 und Nr. 35 möglicherweise authentisch sind.
- The Devil upon Two Sticks in England: Being a Continuation of Le diable boiteux of Le Sage. 6 vols (1790–91)
- An History of the River Thames. 2 vols (1794-6)
- The Thames, or Graphic Illustrations. 2 vols (1811)
- Microcosm of London: Vol 3 (1811)
- The Tour of Dr Syntax in Search of the Picturesque. A Poem (1812)
- The Second Tour in Search of Consolation (1812)
- Third Tour in Search of a Wife (1821)
- The English Dance of Death. 2 vols. (1815-16)
- The Dance of Life (1817)
- The History of Johnny Quae Genus, The Little Foundling of the Late Doctor Syntax (1822)

- Des Doktor Syntax Reise : ein Gedicht in 26 Gesängen nebst dreißig kolorirten Steinstichen ; Herausgegeben zum Besten der Königlichen Preußischen General-Post-Armen-Kasse. (1822)
- Die Reisen des Doctors Syntax. Dem Deutschen einverleibt von Wolf-Dieter Bach und mit ihm gemeinsam herausgegeben von Norbert Miller und Karl Riha, 2 Bde. (1983), mit dem Nachwort: Dr. Syntax auf Reisen oder die Misshelligkeiten des Geschmacks.